# Benito Archundia
Benito Armando Archundia Téllez (* 21. März 1966 in Tlalnepantla, Mexiko) ist ein ehemaliger mexikanischer Fußballschiedsrichter, der auch international eingesetzt wurde.
Archundia startete seine internationale Schiedsrichter-Karriere am 1. Januar 1993. Am 28. Mai 1994 pfiff er mit der Partie USA gegen Griechenland sein erstes Länderspiel. Bei der Weltmeisterschaft 2006 standen dem Rechtsanwalt und Volkswirtschaftler Héctor Vergara und José Ramires zur Seite. Dort leitete Archundia die Begegnungen Brasilien gegen Kroatien, Frankreich gegen Südkorea, Tschechien gegen Italien, das Achtelfinale zwischen der Schweiz und der Ukraine und das Halbfinale Deutschland gegen Italien. Somit ist er der erste Schiedsrichter, der fünf Spiele innerhalb eines WM-Endrundenturniers leitete. Als zweitem und drittem Schiedsrichter gelang dies Horacio Elizondo (2006) und Ravshan Ermatov (2010).
Auch bei der Weltmeisterschaft 2010 war Archundia im Einsatz.

## Einsätze bei der Weltmeisterschaft 2010 in Südafrika
- Gruppe F – 14. Juni 2010, 20:30 Uhr:  Italien –  Paraguay 1:1 (0:1)
- Gruppe G – 25. Juni 2010, 16:00 Uhr:  Portugal –  Brasilien 0:0
- Spiel um Platz 3 – 10. Juli 2010, 20:30 Uhr:  Uruguay –  Deutschland 2:3 (1:1)

Mit dem Spiel um Platz 3 stellte Archundia den Rekord von Joël Quiniou und Jorge Larrionda ein, die als erste Schiedsrichter acht WM-Spiele leiteten. Überboten wurde der Rekord 2014 von Ravshan Ermatov, der dort sein neuntes Spiel pfiff.